# Rachel Jacksonová
Rachel Donelsonová Robardsová Jacksonová (15. června 1767 Virginie – 22. listopadu 1828 Tennessee) byla manželka 7. prezidenta USA Andrew Jacksona. Ačkoliv platí za tehdejší oficiální první dámu, nikdy nemohla svůj úřad vykonávat, protože zemřela dříve, než se její muž stal prezidentem. Proto bývá jako první dáma označovaná její neteř Emily Donelson.
Její otec byl badatel a dobrodruh John Donelson. Před svatbou s Andrew Jacksonem byla již jednou vdaná, a to za kapitána Lewise Robardse, rozešli se v roce 1790.
Rachel Jacksonová zemřela na srdeční infarkt.